# 서틴 라이브즈
"서틴 라이브즈"(영어: Thirteen Lives)는 2022년 개봉한 미국의 전기, 생존 영화이다. 론 하워드가 감독을 맡았으며, 2018년 태국 탐루앙 동굴 조난 사고 실화를 영화화했다.